# Niederkastenholz
Niederkastenholz is een plaats in de Duitse gemeente Euskirchen, deelstaat Noordrijn-Westfalen, en telt 333 inwoners (2006).